# Ушнюг
Ушнюг или Ушниг (таб. Гьемшнигъ) — село в Табасаранском районе Республики Дагестан России. Входит в состав сельского поселения «Аркитский сельсовет».

## Географическое положение
Село расположено в юго-восточной части региона, над правым склоном реки Арадир, в 8 км к юго-востоку от районного центра — села Хучни.

## Население
| 1895 | 1926 | 1939 | 1970 | 1989 | 2002 | 2010 |
| ---- | ---- | ---- | ---- | ---- | ---- | ---- |
| 187  | ↗236 | ↗240 | ↗271 | ↘238 | ↗326 | ↘270 |
| 2021 |      |      |      |      |      |      |
| ↗285 |      |      |      |      |      |      |

## Инфраструктура
- Фельдшерско-акушерский пункт[9].

## Транспорт
Село доступно по автодороге регионального значения «Дербент — Хучни — Хив» (идентификационный номер 82 ОП РЗ 82К-018).